# Michel Paysant
Michel Paysant (Bouzonville, 27 de marzo de 1955) es un artista y creador francés. Se dio a conocer con su proyecto OnLab (Laboratoire de Oeuvres Nouvelles), proyecto pionero de investigación en el arte, la ciencia y la tecnología. Su proyecto «Nusquam» fue expuesto en el Museo de Arte Moderno Grand Duc Joan de Luxemburgo entre el 15 de diciembre de 2007 y el 7 de abril de 2008, y más tarde en el Louvre, entre el 26 de noviembre de 2009 y el marzo de 2010.

## Estética
Escultor especializado en la Nanotecnología, trabaja con énfasis en la fusión de las artes y la ciencia. Paysant cree que « el mundo de la ciencia y las artes nunca se han cruzado » y trabaja para «construir puentes entre estos dos mundos».

## Exposiciones
- “Portrait Factory” (2017).[9]
- "Tiniest 3D-printed self-portrait" (2018).[10]
- “Eyedrawing” (2019). Instalación que utiliza la tecnología derivada del rastreo de la mirada. Para el autor, cuando miramos a un objeto, ese hecho inmaterial se transforma en un dibujo. Colaboradores: Olivier Herbez y Jean Paysant.[11]